# Theo Loevendie

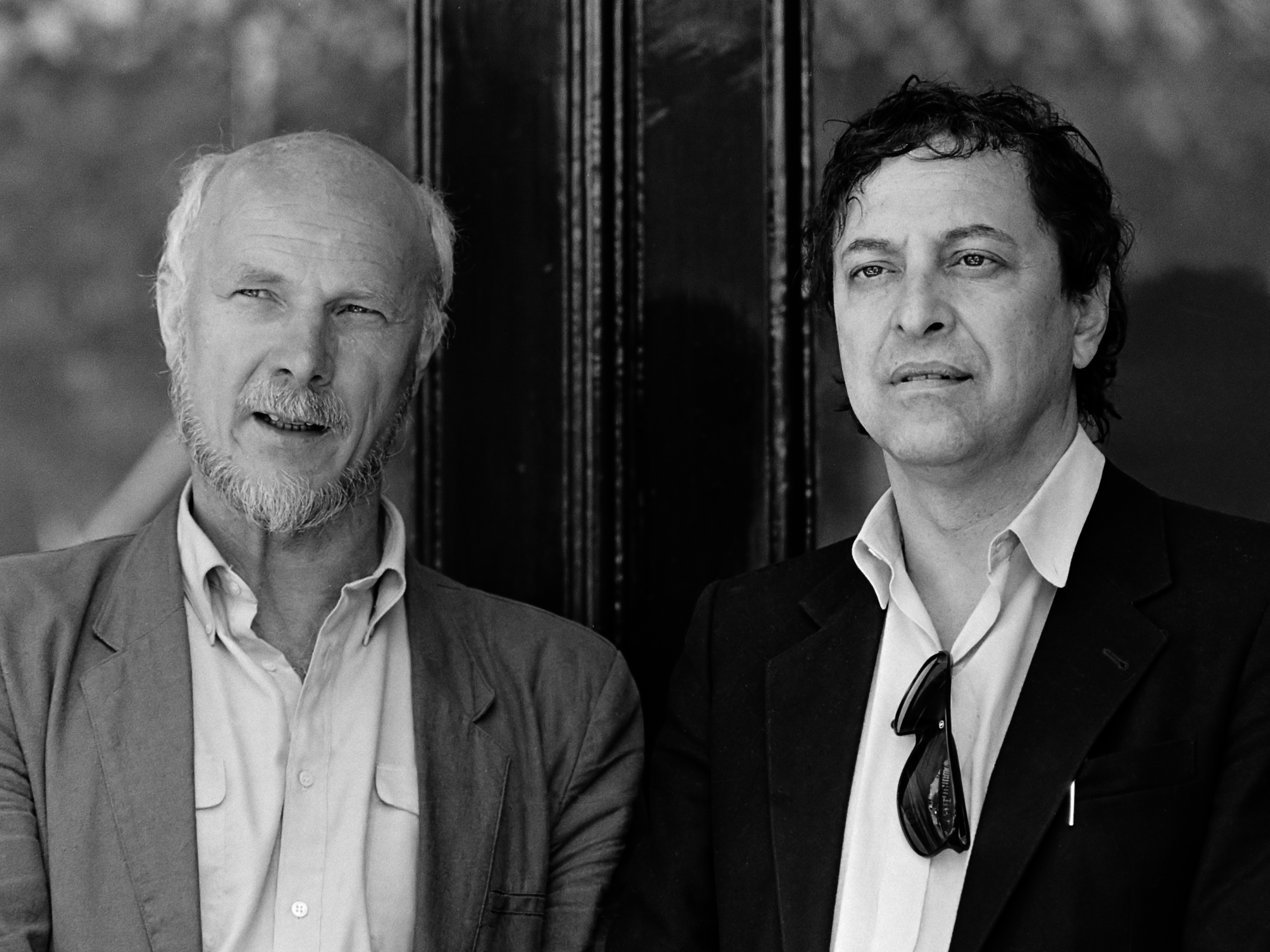
Theo Loevendie (l.) und Lodewijk de Boer (1985)

Theo Loevendie (* 17. September 1930 in Amsterdam) ist ein niederländischer Jazzmusiker und klassischer Komponist.

## Leben und Wirken
Loevendie studierte Komposition und Klarinette am Konservatorium von Amsterdam. Er hat sich bis in die 1960er Jahre ausschließlich als Jazzmusiker betätigt. Er spielte in der Boy Edgar Bigband und hat sein eigenes Quartett bzw. Quintett geleitet. Loevendie trat auf relevanten europäischen Festivals wie in Antibes/Juan les Pins dem Montreux Jazz Festival, in Molde und auf dem Jazz Jamboree  Warschau auf. Auch in seinem Consort spielte er mit Musikern wie Willem van Manen, Hans Dulfer, Harry Sparnaay, Leo Cuypers, Arjen Gorter, Ernst Reijseger und Martin van Duynhoven.
Anschließend war Loevendie ab 1970 als Professor für Tonsatz an verschiedenen Konservatorien tätig, bis 1988 in Rotterdam, bis 1997 in Den Haag  und zuletzt in Amsterdam. Seit 1968 schreibt Loevendie klassische Musik. Neben Orchesterkompositionen hat er auch das Musikmärchen „Des Kaisers Nachtigall“ (nach Hans Christian Andersen) und vier Opern verfasst, die z. T. auch in den U.S.A. und in Deutschland aufgeführt wurden.
Loevendie tritt regelmäßig mit seinem Ensemble Ziggurat auf.

## Auszeichnungen
Loevendie wurde sowohl für seine Tätigkeit als Jazzmusiker als auch als Komponist vielfach ausgezeichnet.
- 1969 – Edison Music Award für ein Jazzalbum
- 1979 – Wessel-Ilcken-Preis
- 1982 – Edison Music Award für Des Kaisers Nachtigal (1979)
- 1984 – Koussevitzky International Record Award (gemeinsam mit Pierre Boulez)
- 1986 – Matthijs-Vermeulen-Preis
- 1988 – 3M-Preis

## Kompositionen (noch unvollständig)
Orchesterwerke
- Clarinet Concerto
- Dag- en Nachtegaal (für Sprecher und Orchester/Ensemble)
- Jubilation Jump
- Laps
- Piano Concerto
- The Five Drives
- Violin Concerto

Kammermusik
- Ackermusik
- Amsterdam Tango
- Dance
- Dome
- Drones
- The Barpianist

Opern
- Esmée
- Gassir the Hero
- Johnny & Jones
- The Liberator